# 백동초등학교
백동초등학교는 대한민국 경상남도 양산시에 있는 초등학교다.

## 연혁
- 2001. 09. 01. 백동초등학교 개교(웅상초등에서 분리 26학급)
- 2003. 02. 11. 2003년 학교도서관 지원 대상학교 선정
- 2003. 02. 19. 제1회 졸업식(120명)
- 2003. 12. 31. 과학 우수학교 지정
- 2004. 10. 27. 학교 체육활성화 방안 추진 우수학교
- 2004. 10. 29. 도 연구학교 2차보고(학교대화문화)
- 2004. 12. 10. 좋은 책 읽기 우수학교 선정
- 2010. 01. 27. 희망키움학교 육성사업 우수학교 선정
- 2011. 03. 01. 교육복지 우선지원 사업학교 선정
- 2011. 03. 01. 교육과학기술부 요청 도 지정 디지털교과서 정책연구학교 (2차년도)
- 2012. 11. 16. 경상남도교육청 지정 체력향상(육상) 시범학교 운영 보고회
- 2013. 03. 01. 다문화가정 자녀교육 지역중심학교
- 2014. 11. 18. 경상남도교육청 지청 범교과학습 시범학교 운영 보고회
- 2015. 02. 17. 제13회 졸업식(남:77명, 여:76명, 계:153명)
- 2015. 03. 01. 제7대 최은지 교장 부임
- 2015. 03. 01. 32(1)학급 편성